# Igreja Católica na Arábia Saudita
A Igreja Católica na Arábia Saudita é parte da Igreja Católica universal, em comunhão com a liderança espiritual do Papa, em Roma, e da Santa Sé. O país é o berço do islamismo e local de nascimento do profeta Maomé, e acolhe os dois santuários mais sagrados para os muçulmanos: Meca e Medina. Os cidadãos sauditas são obrigados a seguir a religião islâmica, não havendo assim liberdade religiosa. A conversão do islã para qualquer outra religião e a blasfêmia são puníveis com pena de morte. A pregação pública, porte de materiais não muçulmanos e construção de igrejas são todos proibidos. A fundação Ajuda à Igreja que Sofre afirma em seu relatório de liberdade religiosa que apesar das suaves melhoras, a situação dos católicos no país ainda é preocupante. A lista 2024 da fundação Portas Abertas considera a Arábia Saudita como o 13.º país que mais persegue os cristãos.

## História
As tradições sobre como o cristianismo chegou à região arábica. Uma delas é do século V, que um comerciante de Najrã teria se convertido quando viajava ao atual do Iraque e lá foi evangelizado. Uma segunda tradição afirma que um mensageiro de Constâncio, imperador romano, teria pregado o evangelho ao rei do Reino Himiarita, atual Iêmen, que se converteu. Mesmo após a chegada da heresia nestoriana, o cristianismo continuou a crescer, florescendo no século V.
Durante os séculos VI e VII, havia na Arábia Saudita um considerável número de cristãos (provavelmente nestorianos) e igrejas. A maioria deles vivia no atual território que é a Província de Meca. Hoje em dia, ainda há ruínas de uma igreja nestoriana, próxima de Jubail. Afirma-se ser a igreja mais antiga do mundo. Assim permaneceu o cristianismo na região até a tomada do islã, entre os séculos VII e X, quando os judeus e cristãos da região se converteram, voluntariamente ou obrigados, e muitos outros foram expulsos de suas casas. 
Nos séculos seguintes, a Península Arábica tornou-se esmagadoramente islâmica e o cristianismo perdeu seu significado. Igrejas foram rapidamente convertidas em mesquitas, e o papel histórico que o catolicismo desempenhou na região foi esquecido por séculos. No século XIX, o cenário começou a mudar, quando trabalhadores estrangeiros cristãos começaram a chegar à região, como Omã, Barein, Catar, Kuwait e Emirados Árabes Unidos. Igrejas passaram a ser construídas em todos esses países, exceto na própria Arábia Saudita, onde a construção de igrejas é proibida.
Em 1984, os filipinos, Ruel Janda e Amel Beltrán, foram decapitados por manifestações cristãs públicas.
No final da década de 1990 houve muitas detenções de cristãos por posse de Bíblias ou por se reunirem em grupos clandestinos de oração e estudo bíblico. A punição para quem pratica qualquer religião que não seja o islamismo sunita era de dois a seis meses de prisão, conversão forçada ao islã ou deportação. A punição para o proselitismo era a tortura e a pena de morte, embora um caso de 1995 envolvendo um estrangeiro acusado de conversão tenha terminado com a libertação dele em 1997, após uma sequência de protestos internacionais. O governo vinha realizando esforços para eliminar a presença de cristãos praticantes, mesmo que sejam etnicamente sauditas, como parte de um processo que ficou conhecido por "saudização" que substituiria os  cristãos por trabalhadores sauditas muçulmanos.
Dados divulgados pela Anistia Internacional mostram que, entre 1990 e 1993, 329 cristãos foram detidos por diversos motivos. Em 1995, Donato Lama, um cristão, foi preso, acusado de evangelizar, e condenado a setenta chicotadas e 18 meses de prisão, até ser deportado para as Filipinas.

## Atualmente
As estatísticas religiosas no país são escassas e imprecisas. Dados da própria Igreja mostram um crescimento do catolicismo no país árabe, especialmente devido aos grandes fluxos migratórios que chegam à Península Arábica. Em 1974, havia cerca de 200 mil católicos no país. Em 2006 passaram a ser 800 mil, ou seja, o quádruplo em um intervalo de 30 anos. Os cristãos que vivem na Península Arábica provêm de ao menos cem países diferentes; a maioria, porém, são das Filipinas, Índia, Paquistão, Etiópia, Eritreia, Sudão e Egito.
Em 2000, havia seis padres e menos de 20 religiosos atendendo às necessidades espirituais dos católicos estrangeiros que viviam em território saudita com vistos de trabalho. Apesar do papel internacional que a Arábia Saudita tem na extração de petróleo, ela continuou a ser um estado muçulmano sunita e negando a liberdade religiosa. A prática pública de outras ordens muçulmanas, do cristianismo ou de qualquer outra religião já era estritamente proibida. O islã e o governo permanecem totalmente interligados, e a sharia permanece a base da legislação civil. Para a repressão das religiões não-islâmicas e das infrações contra a moral muçulmana, existe a polícia religiosa, chamada mutaween; qualquer livro ou objeto classificado como cristão é atirado no lixo, com o encarceramento do 'agressor'". A prática privada da fé cristã é apenas tolerada para diplomatas e outros estrangeiros autorizados. Missas só podem ser celebradas nos recintos diplomáticos. Sacerdotes que mantêm o culto clandestino precisam portar documentos como se fossem funcionários de empresas do país.
Relatórios de perseguição religiosa, como o da Portas Abertas, afirma que os homens são mais frequentemente expulsos de casa quando se convertem do islã; enquanto que as mulheres sofrem abuso verbal, são forçadas a se casar com muçulmanos, ou até perder a guarda de seus filhos. Alguns cristãos sauditas falam abertamente de sua fé, porém, a maioria a mantém escondida – mesmo para os próprios filhos, devido ao medo de seu segredo ser revelado. Ninguém pode praticar a fé católica abertamente no país, mesmo os estrangeiros; mas sim apenas de forma privada. Os sauditas são oficialmente 100% muçulmanos, porém, há conversões dentre eles, que precisam ser mantidas em estrito sigilo, pois, a conversão é vista como apostasia do islã, e é punível com pena de morte. Outras punições também incluem castigos físicos ou apedrejamento.
Em abril de 2005, quarenta paquistaneses foram detidos por acompanhar um missa de maneira clandestina. Em 2007, o Papa Bento XVI teve uma audiência, no Vaticano, com o rei saudita Abdullah, morto em 2015. Na ocasião, Abdullah explanou ao Pontífice seus planos para instaurar a paz no Oriente Médio. Foi a primeira vez que houve um encontro entre um rei saudita e um Papa.
Em outubro de 2016, um grupo com 27 libaneses foram presos e deportados sob acusação de "realizar orações cristãs" e pela "posse de Bíblias". Em novembro de 2017, o príncipe saudita, Mohammad bin Salman, anunciou que conduzia planos para restaurar e reabrir uma igreja de 900 anos, em Jeddah, como forma de "presentear" o patriarca libanês que visitara seu país; porém, desde então, não foram feitos novos anúncios sobre a promessa. A reforma da suposta igreja vinha sendo feita, mas a visita feita por membros da organização Portas Abertas acompanhou que uma pintura de verde e branco vinha sendo feita no imóvel, mas nenhum tipo de símbolo religioso que indicasse que aquilo realmente vinha sendo preparado para uma igreja.
Em novembro de 2017, Beshara Rai, líder da Igreja Maronita libanesa fez uma visita à Arábia Saudita, onde teve um encontro com o Rei Salman e com o príncipe-herdeiro. Já em abril do ano seguinte, o país recebeu o cardeal Jean-Louis Tauran, dirigente do Dicastério para o Diálogo Inter-Religioso do Vaticano. Em setembro de 2021, um relatório de um instituto relacionado a direitos humanos concluiu que havia melhorias significativas nos novos manuais escolares do país, devido à alteração ou eliminação de 22 lições anticristãs e antissemitas e cinco lições sobre os "infiéis". Ainda assim, o documento afirma que "os cristãos e outros não muçulmanos continuam a ser rotulados de infiéis em todo o lado". No mesmo mês, um cristão convertido teve de fugir do país por estar sendo processado, e, tanto ele quanto sua família estarem recebendo ameaças. Recentemente, em 9 de agosto de 2023, o futebolista português Cristiano Ronaldo chamou a atenção ao comemorar um gol fazendo o sinal da cruz, enquanto jogava pelo Al-Nassr Football Club na Copa dos Campeões Árabes. Não há uma legislação específica que proíba gestos religiosos no país, mas uma equipe do Globo Esporte buscou uma resposta se o gesto de Ronaldo poderia ser considerado um crime no país; Fernando Brancoli, Professor de Geopolítica do Instituto de Relações Internacionais e Defesa da Universidade Federal do Rio de Janeiro, afirma que o jogador não corre riscos de represálias apenas por sua notoriedade internacional, mas que "em outros casos poderia dar problema sim".
Em maio de 2022, foi realizada em Riade, capital da Arábia Saudita, um conferência multirreligiosa para debater as semelhanças entre essas religiões. Participaram líderes judaicos, muçulmanos, hindus, budistas, católicos, protestantes e ortodoxos. Ainda assim, a Arábia Saudita permanece sendo um dos países mais restritivos ao cristianismo no mundo, sendo um dos únicos a não ter nenhuma igreja cristã. Igrejas, cruzes e quaisquer outros símbolos religiosos não -islâmicos são proibidos, mesmo nas embaixadas de outros países, que são considerados territórios soberanos. As celebrações e reuniões cristãs são vetadas e só podem ser realizadas em segredo.

## Organização territorial

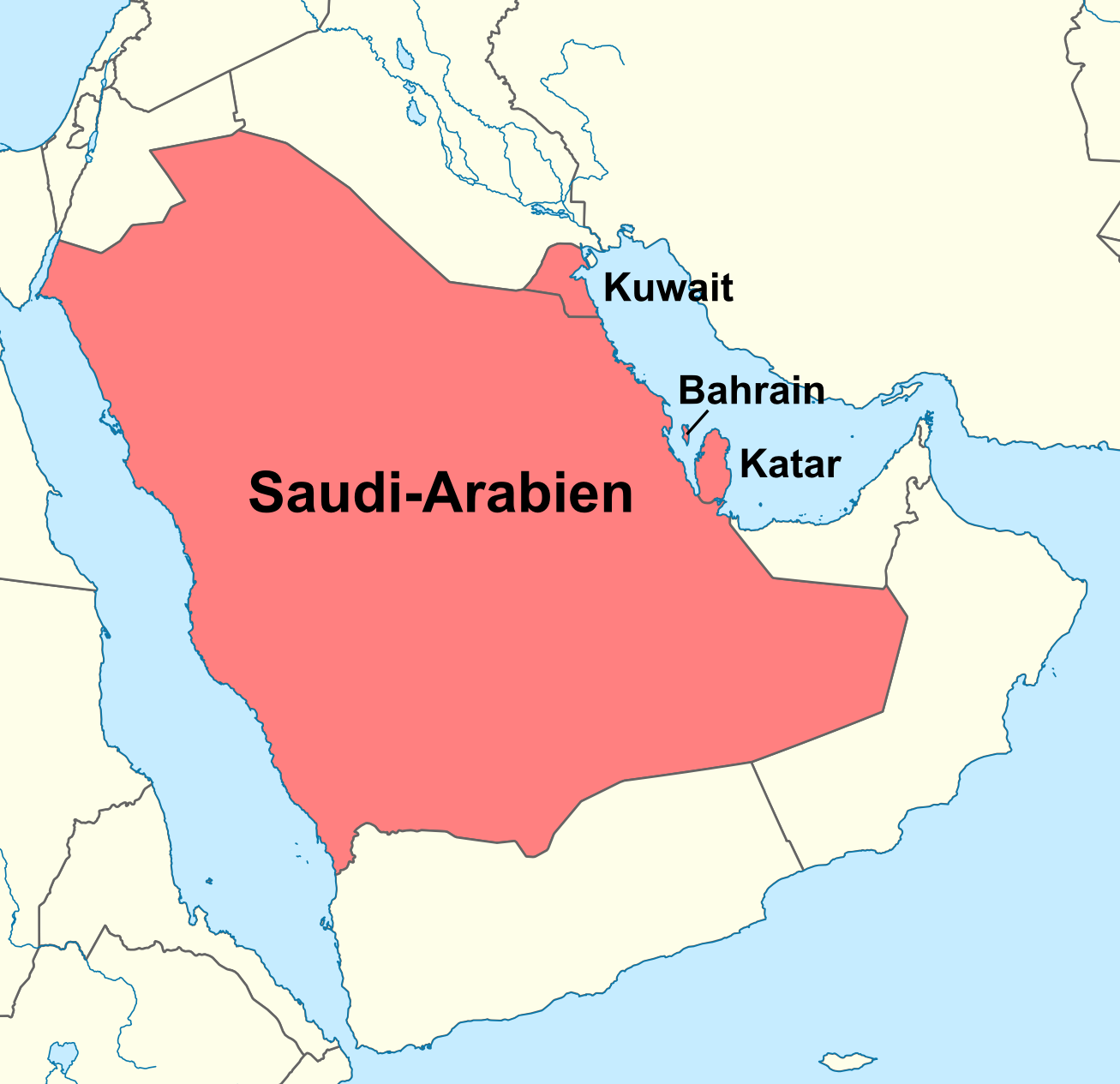
Mapa do Vicariato Apostólico da Arábia Setentrional, cuja jurisdição cobre o território da Arábia Saudita e outros países da Península Arábica.

O catolicismo está presente no território saudita por meio do Vicariato Apostólico da Arábia Setentrional, cuja jurisdição também se estende aos territórios do Barein, Catar e Kuwait. Fontes católicas afirmam que a Arábia Saudita só faz parte nominalmente da circunscrição, devido às restrições da práticas religiosas que não sejam islâmicas sunitas.

## Conferência Episcopal
A reunião de bispos de vários países do Chifre da África e Oriente Médio, incluindo a Arábia Saudita, forma a Conferência dos Bispos Latinos das Regiões Árabes, que foi criada em 31 de março de 1967.

## Delegação Apostólica
A Delegação Apostólica da Península Árabe foi criada em 1993. A Arábia Saudita não tem relações diplomáticas com a Santa Sé.

## Santos
Há três santos nascidos no atual território saudita:
- Santo Aretas
- São Cipriano
- São Félix